# Michele Dougherty
Michele Karen Dougherty FRS es una profesora de física espacial de Imperial College London. Fue galardonada en 2008 con la Medalla Hughes de la Royal Society.
Dougherty fue distinguida "por su liderazgo científico de la misión internacional Cassini-Huygens a Saturno y sus lunas de la NASA-ESA-ASI". Como principal investigadora de la operación, la recolección de datos y el análisis de las observaciones del magnetómetro a bordo de la nave espacial Cassini, ella contribuyó significativamente a mejorar la comprensión de Saturno y sus lunas. Su trabajo ha llevado al descubrimiento de una atmósfera dinámica compuesta de agua e hidrocarburos en Encelado una de las lunas de Saturno. Estos descubrimientos tuvieron un gran impacto sobre nuestra visión de los sistemas planetarios, y abrieron nuevas posibilidades para las misiones de naves espaciales a las lunas de Saturno en búsqueda de vida.
Antes de trabajar en la nave espacial Cassini-Huygens, Dougherty participó en el equipo responsable del magnetómetro para el análisis de Júpiter de la misión Ulysses. También fue investigadora invitada en el Programa de Análisis de Datos del Sistema de Júpiter de NASA como parte de la nave espacial Galileo.
Dougherty se convirtió en miembro de la Royal Society en 2012 y fue reconocida por el Consejo de Ciencias del Reino Unido como uno de los 100 mejores científicos del Reino Unido.